# SNCB 18 sorozat (Alsthom)
Az SNCB 18 sorozat egy belga C′C′ tengelyelrendezés négyáramnemű villamosmozdony-sorozat volt, egyaránt képes volt közlekedni 1500 V és 3000 volt egyenáram, vagy 25 kV 50 Hz és 15 kV, 16,7 Hz váltakozó áram alatt. 1973-1974 között gyártotta a francia Alstom, összesen 6 db állt forgalomba az SNCB-nél. Feladatuk a nemzetközi személyszállító vonatok továbbítása volt Belgiumból Köln (Németország) és Párizs (Franciaország) felé. 1997 és 1999 között lettek selejtezve. Három mozdonyt megőriztek.

## Képek

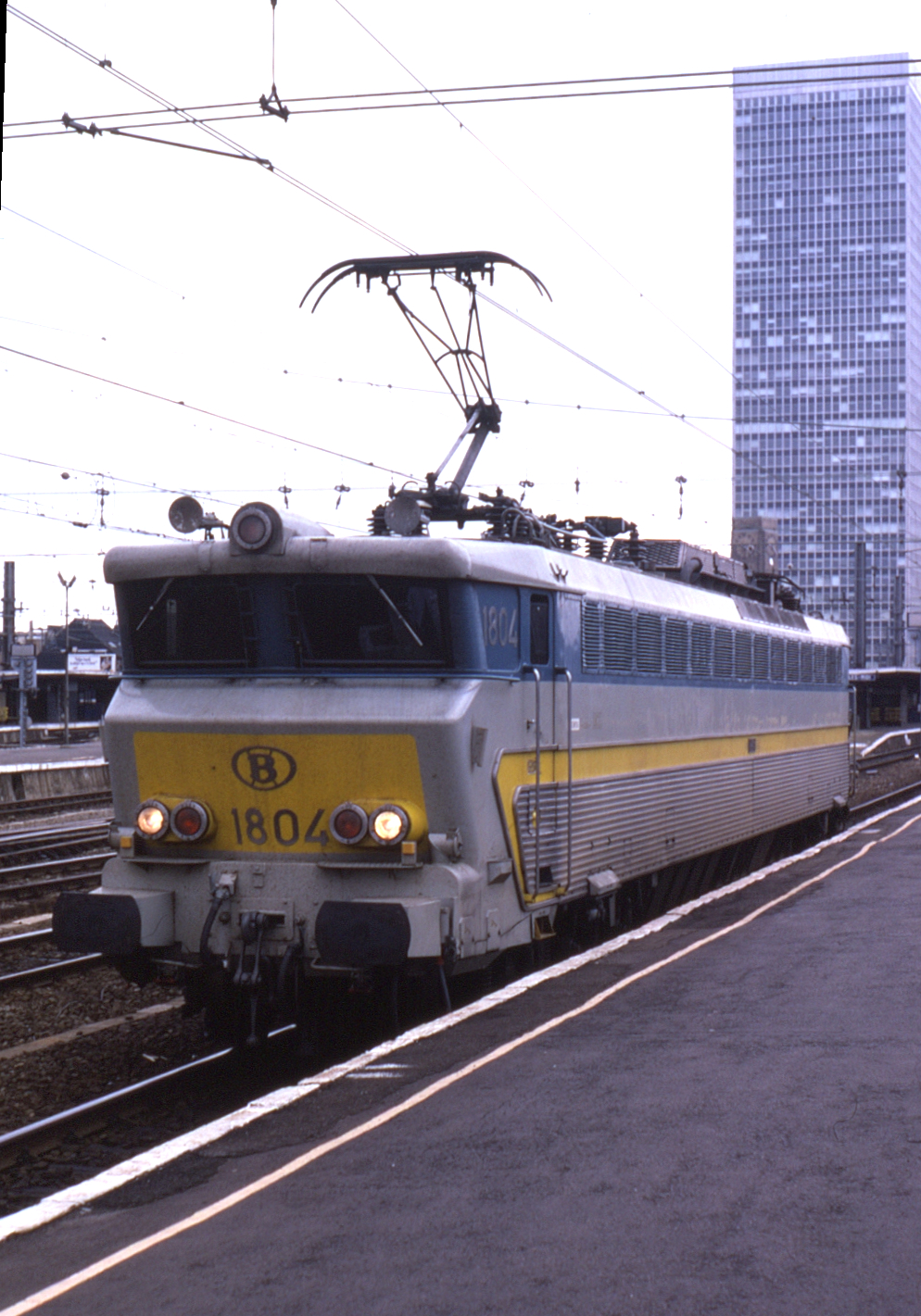
A mozdony Brüsszelben
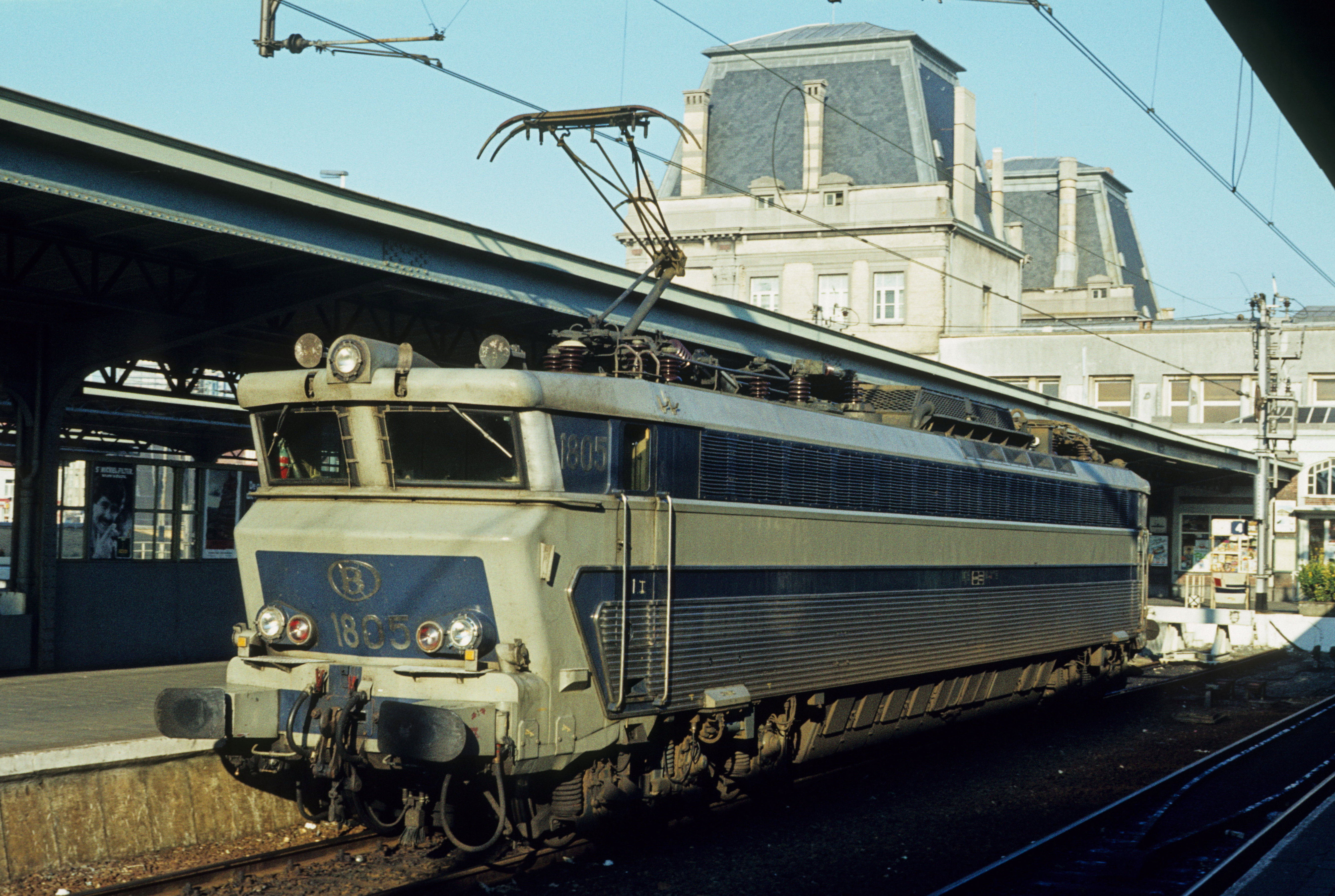
A mozdony gare d'Ostende állomáson
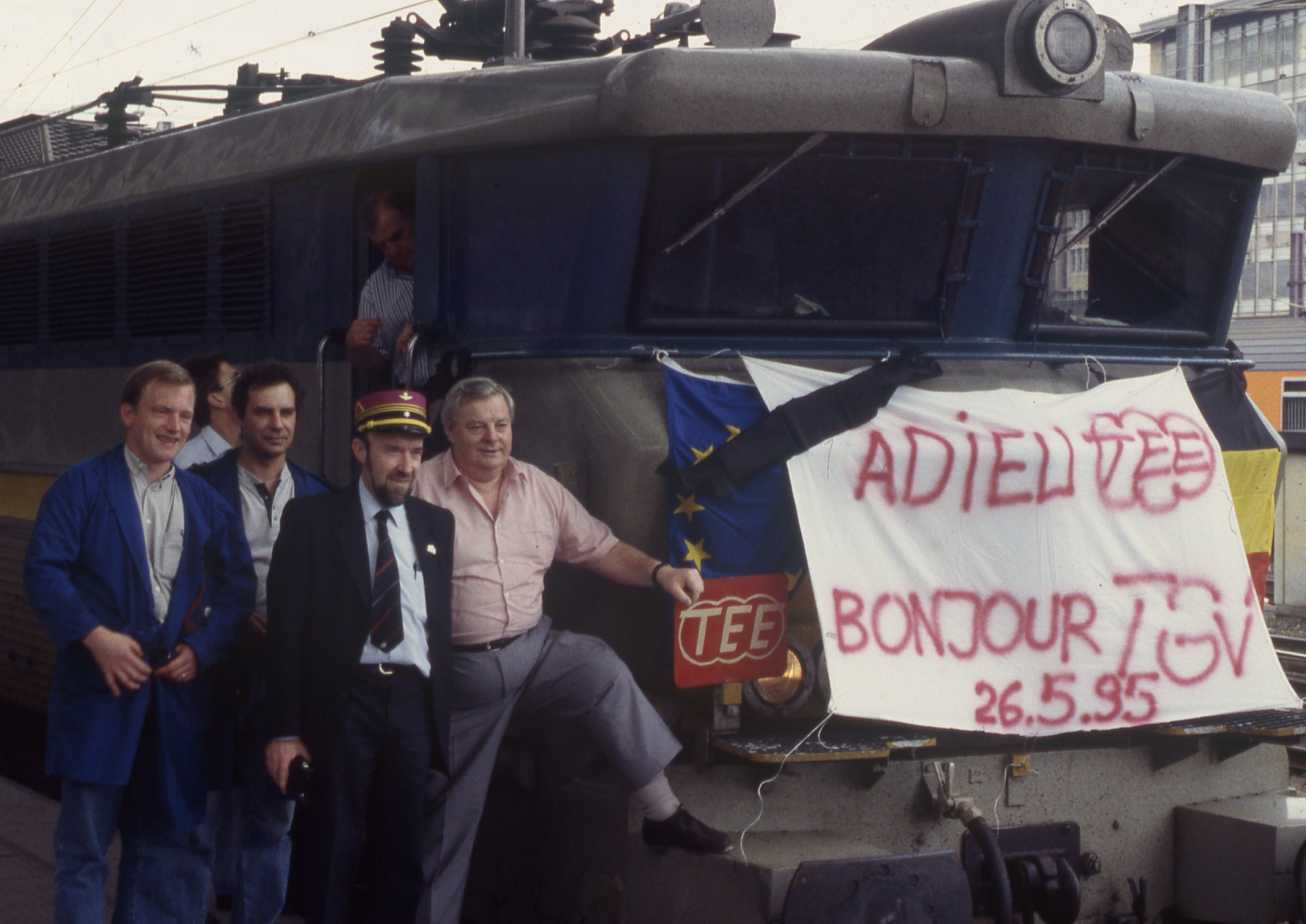
Az utolsó TEE járat, mielőtt a TGV átvette a helyét
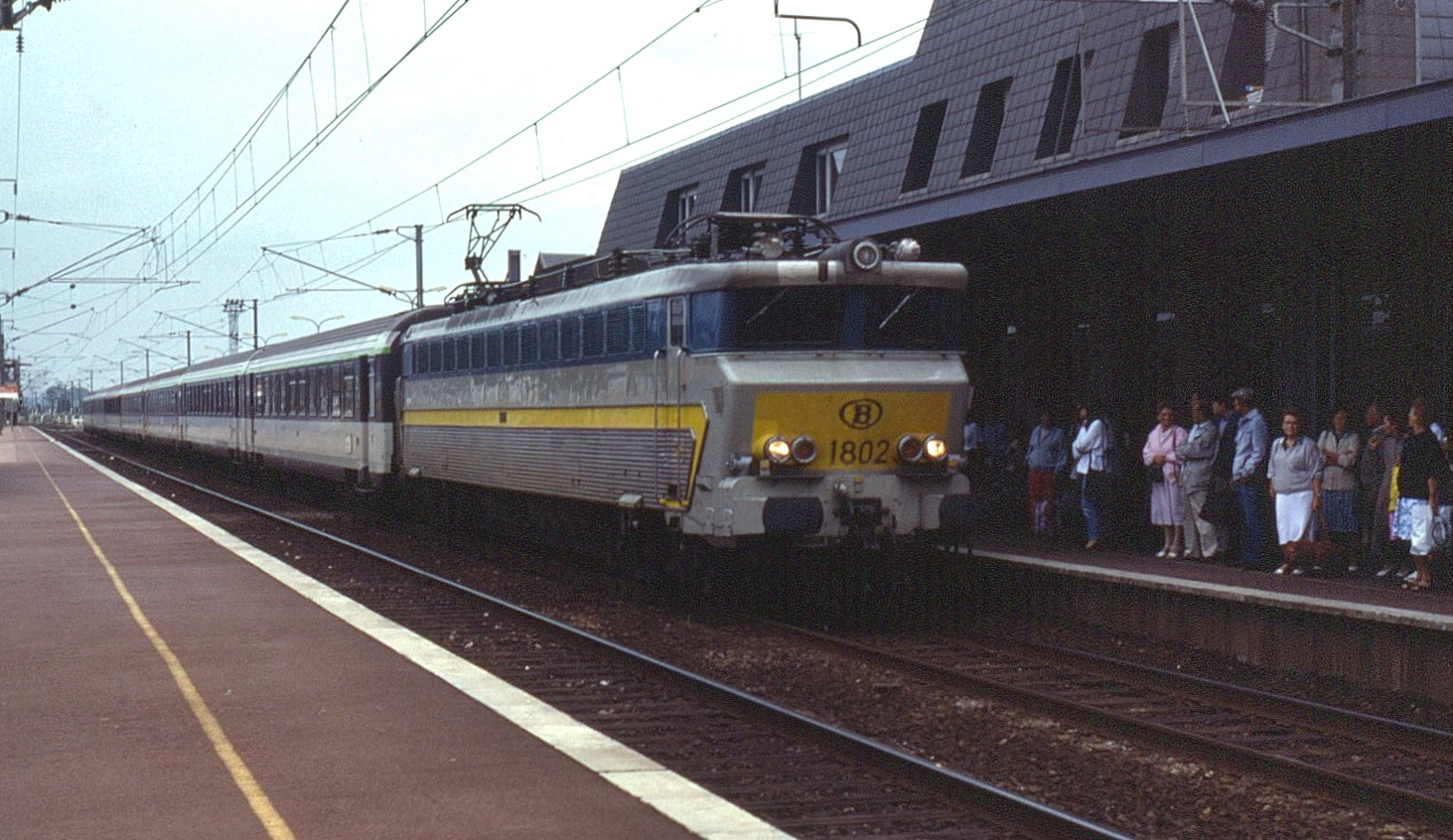